# Fredrik Norrena
Fredrik Jan Elis Norrena (* 29. listopadu 1973, Pietarsaari) je bývalý finský lední hokejista, brankář. S finskou reprezentací získal stříbrnou medaili na olympijských hrách v Turíně roku 2006. Stříbro má také z mistrovství světa 2007. Má též bronz ze světového šampionátu v roce 2006. Zúčastnil se i MS 2002 (4. místo), MS 2004 (6. místo) a MS 2005 (7. místo). Ve finské nejvyšší soutěži hrál za Turun Palloseura (TPS) a Lukko Rauma. S TPS se stal čtyřikrát mistrem Finska (1995, 1999, 2000, 2001). Působil též ve švédské nejvyšší lize (AIK Stockholm, Frölunda HC, Linköpings HC, Växjö Lakers). S Frölundou získal v roce 2003 mistrovský titul, v roce 2004 byl vyhlášen nejlepším brankářem švédské ligy. Chytal také v KHL (Ak Bars Kazaň). S Kazaní KHL vyhrál v roce 2009. Tři sezóny odehrál v severoamerické NHL, všechny v dresu Columbus Blue Jackets. Jeho bilance v základní části NHL je 100 utkání, 5 čistých kont a úspěšnost zásahů 89,9 procenta. Po skončení hráčské kariéry působil jako trenér gólmanů TPS, asistent trenéra finské juniorské reprezentace a také jako videotrenér České hokejové reprezentace (v éře, kdy ji vedl jeho krajan Kari Jalonen). V roce 2018 byl uveden do Finské hokejové síně slávy.